# Sárgahasú berkiposzáta
A sárgahasú berkiposzáta (Horornis acanthizoides) a verébalakúak (Passeriformes) rendjébe, ezen belül a berkiposzátafélék (Cettiidae) családba tartozó faj.
Magyar neve forrással nincs megerősítve.

## Rendszerezése
A fajt Jules Verreaux francia ornitológus írta le 1871-ben, az Abrornis nembe Abrornis acanthizoides néven. Sorolták a Cettia nembe Cettia acanthizoides néven.

## Alfajai
- Horornis acanthizoides acanthizoides (J. Verreaux, 1870) – dél-, közép- és délkelet-Kína);
- Horornis acanthizoides concolor (Ogilvie-Grant, 1912) – Tajvan.

## Előfordulása
Délkelet-Ázsiában, Kína, Hongkong és Tajvan területén honos. Természetes élőhelyei a mérsékelt övi erdők, cserjések és füves puszták. Állandó, de nem megfelelő körülmények hatására alacsonyabb területekre vonul.

## Megjelenése
Testhossza 9,5-11 centiméter, testtömege 6 gramm körüli.

## Életmódja
Valószínűleg gerinctelenekkel táplálkozik.

## Szaporodása
Májustól júliusig költ.

## Természetvédelmi helyzete
Az elterjedési területe rendkívül nagy, egyedszáma viszont csökken, de még nem éri el a kritikus szintet. A Természetvédelmi Világszövetség Vörös listáján nem veszélyeztetett fajként szerepel.